# جيري بيل
جيري بيل (بالإنجليزية: Jerry Bell)‏ هو لاعب كرة قاعدة أمريكي، ولد في 6 أكتوبر 1947 في Madison, Tennessee ‏ في الولايات المتحدة.

## وصلات خارجية
- جيري بيل على موقعبيزبول رفرنس.كوم (الدوري الرئيسي) (الإنجليزية)
- جيري بيل على موقع مشجعي الرسوم البيانية (الإنجليزية)